# Tielatiewscy
Tielatiewscy – rodzina będąca gałęzią staroruskiej dynastii Rurykowiczów. Nazwisko ich pochodzi od miejscowości Tielatiewo w okręgu twerskim (zachodnia Rosja). Tieliatiewo było w XV wieku stolicą udzielnego Księstwa Ruskiego (do 1485, kiedy to zostało wchłonięte przez Wielkie Księstwo Moskiewskie). Protoplastą Tielatiewskich był brat Aleksandra Newskiego - wielki książę twerski Jarosław III (zm. 1271), od którego idzie linia książąt twerskich. Praprawnukiem Jarosława III Twerskiego był Fiodor książę Mikuliński (zm. 1407). Jego wnuk Fiodor (zm. 1437) był już władcą udzielnego księstwa  Tielatiewskiego. Jego potomkami są książęta Tielatiewscy, którzy w 1485 r. przekazali Tielatiewo wielkiemu księciu moskiewskiemu Iwanowi III Srogiemu i przeszli na służbę Moskwy jako bojarzy. Jednym z bardziej znanych przedstawicieli rodu był kniaź Andriej Tielatiewski (zm. 1612), który zasiadał w Dumie Bojarskiej za czasów cara Borysa Godunowa. Z księciem Andriejem Tielatiewskim wiązano w Rosji pewne nadzieje w czasie wielkiej smuty. Jednak ostatecznie carem wybrano w 1613 r. Michała I Romanowa. Główna linia książąt Tielatiewskich wygasła w 1645 roku wraz ze śmiercią wojewody astrachańskiego - kniazia Fiodora Andriejewicza Tielatiewskiego. Boczne gałęzie tej rodziny noszą nazwiska: Chripunow, Batutin, Punkow.